# Miss Li
Miss Li właściwie Linda Carlsson (ur. 6 lipca 1982 w Borlänge) – szwedzka piosenkarka.
Miss Li tworzy muzykę, którą sama określa jako mieszankę jazzu, country oraz bluesa, która jednak podchodzi pod muzykę pop. Towarzyszący jej muzycy to Clas Lassbo, Gustav Nahlin, Lars Åhlund i Sonny Boy Gustafsson. Debiutancką płytę pt. Late Night Heartbroken Blues artystka wydała w listopadzie 2006. Drugi album pt. God Put a Rainbow in the Sky ukazał się na rynku w maju 2007. 17 października 2007 wydała kolejną płytę pt. Songs of a Rag Doll. W 2009 ukazał się album Dancing the Whole Way Home. W 2011 ukazał się album Beats & Bruises. Artystka współpracuje z wytwórnią National Records.
W Polsce jest znana głównie dzięki interpretacji piosenki pochodzącej z musicalu Singing in the Rain – "Good Morning", która została użyta w reklamie parówek "Berlinki". Z kolei piosenka "Let Her Go" ukazała się również na składance "Songs From Amy's House". W USA jej piosenka "Bourgeois Shangri-La" z płyty Dancing the Whole Way Home jest podkładem reklamy odtwarzacza mp3 firmy Apple, iPod nano.

## Dyskografia

### Albumy
| Late Night Heartbroken Blues            | - Data: 22 listopada 2006 - Wydawca: National                         | 60 | —  |
| God Put a Rainbow in the Sky            | - Data: 2 maja 2007 - Wydawca: National                               | 29 | —  |
| Songs of a Rag Doll                     | - Data: 19 października 2007 - Wydawca: National                      | 23 | —  |
| Dancing the Whole Way Home              | - Data: 1 kwietnia 2009 - Wydawca: National                           | 8  | —  |
| Beats & Bruises                         | - Data: 16 marca 2011 - Wydawca: National                             | 13 | —  |
| Tangerine Dream                         | - Data: 10 października 2012 - Wydawca: National                      | 11 | 91 |
| Wolves                                  | - Data: 10 kwietnia 2013 - Wydawca: National                          | 2  | —  |
| A Woman's Guide to Survival             | - Data: 24 listopada 2017 - Wydawca: Pistol Packin' Music, Sony Music | —  | —  |
| "—" oznacza, że album nie był notowany. |                                                                       |    |    |

### Single
| Tytuł                                                                                               | Rok  | Najwyższe Pozycje na listach przebojów | Najwyższe Pozycje na listach przebojów |
| Tytuł                                                                                               | Rok  | SWE                                    | GER                                    |
| --------------------------------------------------------------------------------------------------- | ---- | -------------------------------------- | -------------------------------------- |
| "I'm Sorry, He's Mine"                                                                              | 2007 | 1                                      | —                                      |
| "Om du lämnade mig nu" (& Lars Winnerbäck)                                                          | 2007 | 1                                      | —                                      |
| "A Song About Me And A Boy"                                                                         | 2007 | —                                      | —                                      |
| "Autumn Cold"                                                                                       | 2007 | —                                      | —                                      |
| "Ba Ba Ba"                                                                                          | 2008 | 42                                     | —                                      |
| "Oh Boy"                                                                                            | 2008 | 8                                      | —                                      |
| "Let Her Go"                                                                                        | 2008 | —                                      | —                                      |
| "A Daughter Or A Son"                                                                               | 2009 | —                                      | —                                      |
| "Dancing The Whole Way Home"                                                                        | 2009 | —                                      | —                                      |
| "Dirty Old Man"                                                                                     | 2009 | —                                      | —                                      |
| "I Heard Of A Girl"                                                                                 | 2009 | 39                                     | —                                      |
| "Is This The End"                                                                                   | 2009 | —                                      | —                                      |
| "Polythene Queen"                                                                                   | 2009 | —                                      | —                                      |
| "Stuck In The Sand"                                                                                 | 2009 | —                                      | —                                      |
| "Stupid Girl"                                                                                       | 2009 | —                                      | —                                      |
| "The Boy In The Fancy Suit"                                                                         | 2009 | —                                      | —                                      |
| "True Love Stalker"                                                                                 | 2009 | —                                      | —                                      |
| "All I Need Is You"                                                                                 | 2010 | —                                      | —                                      |
| "Don't Try To Fool Me"                                                                              | 2010 | —                                      | —                                      |
| "High On You"                                                                                       | 2010 | —                                      | —                                      |
| "Kings & Queens"                                                                                    | 2010 | —                                      | —                                      |
| "Leave My Man Alone"                                                                                | 2010 | —                                      | —                                      |
| "Are You Happy Now"                                                                                 | 2011 | —                                      | —                                      |
| "Arrested"                                                                                          | 2011 | —                                      | —                                      |
| "1:a gången"                                                                                        | 2012 | 19                                     | —                                      |
| "A Darker Side Of Me"                                                                               | 2012 | —                                      | —                                      |
| "Asap" (& Lena)                                                                                     | 2012 | —                                      | —                                      |
| "Här kommer natten"                                                                                 | 2012 | 16                                     | —                                      |
| "Nåt för dom som väntar"                                                                            | 2012 | 40                                     | —                                      |
| "All Those Men"                                                                                     | 2013 | —                                      | —                                      |
| "Clever Words"                                                                                      | 2013 | —                                      | —                                      |
| "Lovekiller"                                                                                        | 2013 | 47                                     | —                                      |
| "Aqualung"                                                                                          | 2017 | —                                      | —                                      |
| "Awgts"                                                                                             | 2017 | —                                      | —                                      |
| "Bonfire"                                                                                           | 2017 | —                                      | —                                      |
| "Chasing Expectations"                                                                              | 2017 | —                                      | —                                      |
| "Dangerous" (& Nea Nelson)                                                                          | 2017 | —                                      | —                                      |
| "Den vintertid nu kommer"                                                                           | 2018 | 23                                     | —                                      |
| "Då börjar fåglar sjunga"                                                                           | 2019 | 19                                     | —                                      |
| "Close Your Eyes" (Felix Jaehn & Vize)                                                              | 2019 | 63                                     | 54                                     |
| "Lev nu dö sen"                                                                                     | 2019 | 1                                      | —                                      |
| "Until It All Ends"                                                                                 | 2019 | 69                                     | —                                      |
| "Everything's Alright"                                                                              | 2019 | 61                                     | —                                      |
| "Då börjar fåglar sjunga"                                                                           | 2019 | 19                                     | —                                      |
| "Kaffe och en cigarett"                                                                             | 2019 | 46                                     | —                                      |
| "—" oznacza to, że utwór nie zadebiutował na liście lub utwór nie został wydany w podanych krajach. |      |                                        |                                        |

## Nagrody i wyróżnienia
| Rok  | Kategoria              | Tytułem                                           | Nagroda     | Nota      | Źródło |
| ---- | ---------------------- | ------------------------------------------------- | ----------- | --------- | ------ |
| 2007 | Årets svenska låt      | Lars Winnerbäck, Miss Li - "Om du lämnade mig nu" | Rockbjörnen | Laur      | [ 10 ] |
| 2008 | Årets Låt              | Lars Winnerbäck, Miss Li - "Om du lämnade mig nu" | Grammis     | Laur      | [ 11 ] |
| 2008 | Årets kvinnliga artist | God Put a Rainbow in the Sky                      | Grammis     | Nominacja | [ 12 ] |
| 2010 | Årets kvinnliga artist | Dancing the Whole Way Home                        | Grammis     | Nominacja | [ 13 ] |